# FxCop
FxCop – darmowe narzędzie firmy Microsoft do statycznej analizy kodu programów napisanych dla platformy .NET, sprawdzające zgodność z wytycznymi .NET Framework Design Guidelines. W przeciwieństwie do Lint dla języka C, FxCop analizuje skompilowany kod pośredni, a nie kod źródłowy. Narzędzie potrafi wykryć ponad 200 różnych defektów w następujących kategoriach:
- Budowa bibliotek
- Lokalizacja
- Konwencje nazewnictwa
- Wydajność
- Bezpieczeństwo

Dostępne są wersje GUI i dla wiersza poleceń. Microsoft Visual Studio 2005 zawiera funkcje analizy kodu oparte na FxCop.